# Pleurozia purpurea
Espèce
Pleurozia purpurea est une espèce de plantes du genre Pleurozia de la famille des Pleuroziaceae.